# Residència Internacional de Senyoretes Estudiants
La Residència Internacional de Senyoretes Estudiants (RISE) fou una institució creada el 1931 a Barcelona per procurar estatge i alhora un ambient cultural adequat a noies de fora de la ciutat que hi estiguessin estudiant. Tenia la seu al Palau de Pedralbes i va ser inaugurada l'1 d'octubre de 1931. Depenia de la Generalitat, l'Ajuntament de Barcelona i la Universitat, que contribuïen al seu manteniment per mitjà de subvencions.

## Creació
Ja al febrer de 1931 s'havia creat el Patronat pro-residència de senyoretes estudiants de Barcelona. El maig del mateix any el Patronat de la Residència Internacional va quedar constituït pels següents membres: rector/a de la Universitat de Barcelona, president/a de la Comissió de Cultura de l'Ajuntament de Barcelona I els quatre regidors/es que designés, conseller/a d'Instrucció Pública de la Generalitat de Catalunya, president/a de l'Institut d'Estudis Catalans, director/a de l'Escola de Bibliotecàries, president/a de l'Ateneu Barcelonès, senyors i senyores Agustí Calvet, Rafael Campalans, Pere Coromines, Candelària Escolà, Joan Estelrich, Pompeu Fabra, Manuel Folguera i Duran, Teresa Cabarrús de Marshall, Francesc Maspons Anglasell, Lluís Massot, Maria Luz Morales, August Pi i Sunyer, Carme Puig, Maria Solà de Sellarès, Carles Soldevila, Ferran Valls i Taverner i Joaquim Xirau.
Per ordre de 13 de juliol de 1933, la Residència va quedar incorporada a l'Institut d'Acció Social Universitària i Escolar de Catalunya, depenent de la Generalitat, que dirigia Antoni M. Sbert. La direcció de la Residència s'assignà a Maria Solà de Sellarès, amb la col·laboració de Maria Luz Morales i Candelària Escolà.

## La seu
La institució ocupava la segona planta i part de la planta principal del Palau de Pedralbes, un palau regalat el 1918 pel comte Eusebi Güell a la Corona espanyola i reconvertit en palau reial. A partir de la proclamació de la Segona República, el 1931, havia estat donat a l'Ajuntament de Barcelona i es volia destinar a equipaments culturals al servei de la població.
La residència disposava de 60 places, de les quals 15 eren destinades a becàries, i un petit autobús la mantenia connectada amb el centre de la ciutat. Tenia biblioteca i laboratoris, oferia camp de tennis i gimnàs, a més dels jardins del Palau. El preu de l'estança completa era, el primer curs, de 150 pessetes mensuals, però permetia també estades més breus.
A partir del curs 1932-33 s'incorporà la secció de nenes, en nombre màxim de vint, que es gestionava de manera independent a la secció de noies; eren alumnes de l'institut Escola que cursaven el batxillerat.

## Activitats
La Residència Internacional organitzava visites culturals col·lectives, cursets formatius especialitzats i intercanvis amb altres residències.
Entre les activitats culturals complementàries que s'oferien a les residents aviat es van organitzar cursos d'idiomes o de literatura, però també de les arts de la llar. Durant el primer curs es van instaurar també les classes de rítmica i plàstica a càrrec de la professora Ivonne Attenelle. Al llarg dels cursos acadèmics s'oferiren cicles de conferències culturals impartides per personalitats acadèmiques rellevants: Joaquim Folch i Torres o Josep Puig i Cadafalch sobre pintura i arquitectura romàniques, per exemple; Antoni Oriol Anguera, sobre Biologia; Carles Soldevila, sobre Literatura. També eren habituals les lectures poètiques, amb Maria Luz Morales, Emilia Bernal o Gabriela Mistral. I concerts, sovint organitzats per l'Acadèmia Marshall, amb els instrumentistes Carles i Giocasta Corma, Ernest Xancó, Sants Sagrera, Pere Vallribera o Rosa Garcia-Fària, entre d'altres. Els programes de final de curs incloïen representacions teatrals, musicals o de danses a càrrec de les residents, als jardins de Pedralbes o bé al Teatre Grec de Montjuic. A partir de 1932 s'estableix un intercanvi anual per Setmana Santa amb la Residència de Madrid.

## Residents
Les escriptores Emilia Bernal o Gabriela Mistral hi van fer estada, mentre estigueren a Barcelona. Entre les alumnes: Cèlia Artiga, de Reus; Carme Portella, de Lleida; Pilar Bonmatí Romaguera, d'Anglès; Pilar Batallé, de Garrigàs; Magda Trilla, de Palafrugell; Dolors Purcallas, de Figueres...